# Meschduretschensk

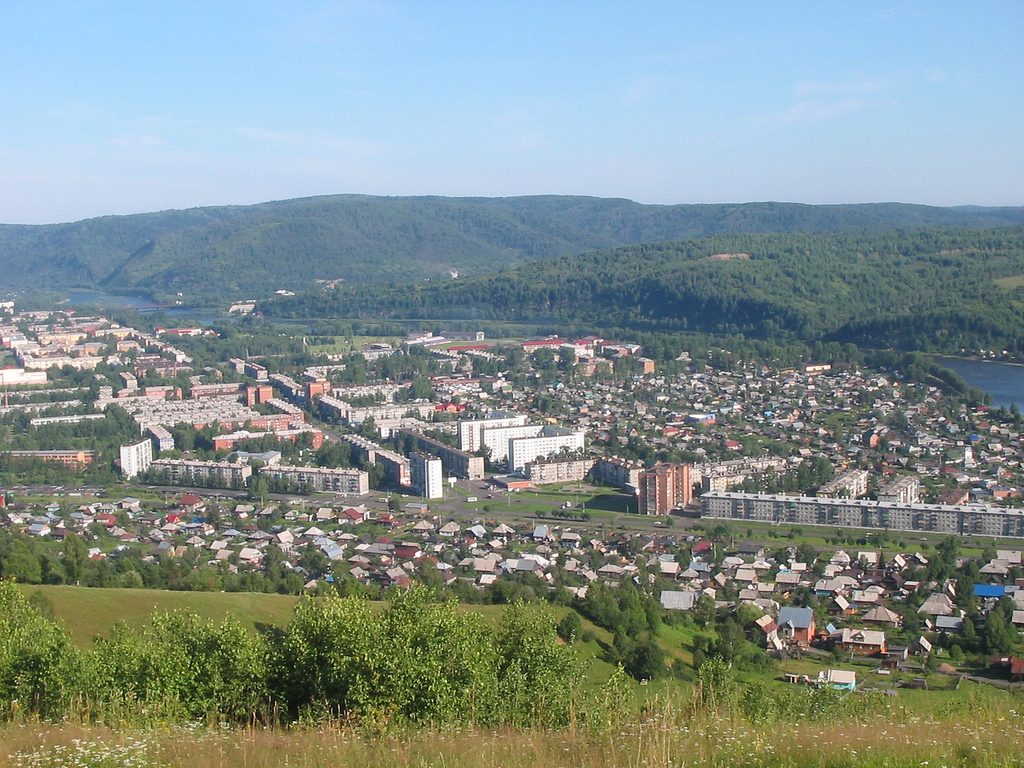
Meschduretschensk, Juli 2006

Meschduretschensk (russisch Междуре́ченск) ist eine Stadt in Russland in der Oblast Kemerowo. Sie hat 101.678 Einwohner (Stand 14. Oktober 2010).

## Geographie
Meschduretschensk liegt etwa 60 Kilometer östlich von Nowokusnezk, der größten Stadt der Oblast Kemerowo, sowie rund 312 Kilometer südöstlich der Gebietshauptstadt Kemerowo. Die Stadt befindet sich zwischen zwei Flüssen Tom und Usa. Daher der Ursprung des Namens Meschduretschensk, was übersetzt „Zwischen zwei Flüssen“ bedeutet. Meschduretschensk verfügt über eine Eisenbahnanbindung an die Strecke zwischen Nowokusnezk und Abakan.

## Geschichte

### Allgemein
Meschduretschensk als Stadt gibt es seit dem 23. Juni 1955. Es wurde an der Stelle der Siedlung Olscheras gegründet, die als Arbeitersiedlung im Rahmen der Erschließung einer Steinkohlelagerstätte 1948 entstand. 1948 bis 1954 befand sich in der Nachbarschaft der Stadt das Gulag-Sonderlager KamyschLag.

In der Nähe der Stadt stürzte am 23. März 1994 ein Aeroflot-Flugzeug mit 75 Menschen an Bord ab. 

### Bevölkerungsentwicklung
| Jahr | Einwohner |
| ---- | --------- |
| 1959 | 54.513    |
| 1970 | 81.739    |
| 1979 | 91.296    |
| 1989 | 107.014   |
| 2002 | 101.987   |
| 2010 | 101.678   |

Anmerkung: Volkszählungsdaten

## Wirtschaft
Heute gehört die Stadt zu den größten Steinkohlebergbaugebieten Russlands und beherbergt insgesamt vier Bergwerke, darunter Raspadskaja, das größte Steinkohlebergwerk Russlands. Hier kam es in den frühen Morgenstunden des 9. Mai 2010 (Ortszeit) zu zwei Methan-Explosionen, in deren Folge mindestens 30 Bergleute starben. Neben dem Bergbau, der maßgebend für das wirtschaftliche Leben der Stadt ist, gibt es in Meschduretschensk heute mehrere Verarbeitungsbetriebe für die geförderte Steinkohle sowie zwei Nahrungsmittelproduktionsbetriebe. Daneben gilt die Stadt als ein bekanntes Wintersportgebiet der Region: Hier befindet sich der Sportpark Jugus mit fünf Skipisten.

## Verkehr
Die Stadt liegt an der Südsibirischen Eisenbahn.

## Söhne und Töchter der Stadt
- Sergei Kosminin (* 1964), Judoka
- Arthur Kulkov (* 1983), männliches Model
- Sofja Smirnowa (* 1988), Freestyle-Skierin
- Sergei Maitakow (* 1990), Skirennläufer
- Stepan Oganessjan (* 2001), Fußballspieler